# پولرادی (ناحیه موست)
پولرادی (به چکی: Polerady) یک منطقهٔ مسکونی در جمهوری چک است که در ناحیه موست واقع شده‌است. پولرادی ۷٫۰۷ کیلومتر مربع مساحت و ۲۰۷ نفر جمعیت دارد و ۲۱۸ متر بالاتر از سطح دریا واقع شده‌است.